# نادي مونتريال
نادي مونتريال لكرة القدم (بالفرنسية: Club de Foot Montréal)‏ هو فريق كرة قدم كندي أُسس عام 1992 ويلعب في الدوري الأمريكي لكرة القدم.

## الشعار

2021 - 2022
2023 وحتى الآن

## الإنجازات

### محلياً
- البطولة الكندية
  - البطل (5 مرات): 2008، 2013، 2014، 2019، 2021.
  - الوصيف (3 مرات): 2015، 2017، 2023.

### قارياً
- دوري أبطال الكونكاكاف
  - الوصيف (مرة واحدة): 2013–14